# Gabriella Pallotta
Gabriella Pallotta née à Rome le 6 octobre 1938 est une actrice italienne active jusqu'à la seconde moitié des années 1970.

## Biographie
Étudiante en piano, elle participe en 1956 aux auditions organisées par Vittorio De Sica pour trouver la future actrice principale du film Le Toit, réussissant à surpasser toutes les autres candidates. La sélection du film en lice au Festival de Cannes 1956 et la sortie du film en salle lui apporte une grande et soudaine popularité, qui culmine avec l'attribution de la Noce d'oro à la meilleure jeune actrice débutante.
Sous la direction de réalisateurs tels que Michelangelo Antonioni et Mario Monicelli, elle devient l'une des actrices les plus prometteuses des années 1950, bien que ses films ultérieurs ne lui permettent pas de tenir les promesses de ses débuts.
Fréquemment impliquée dans des films comiques et historiques dans les années 1950, elle a travaillé aux côtés d'acteurs tels que Nino Manfredi et Walter Chiari, et a été dirigée par d'importants réalisateurs tels que Steno et Gianni Puccini.
Elle a souvent été confondue, en raison de sa ressemblance, avec sa collègue Lorella De Luca. Sa participation au théâtre et à la télévision a été sporadique. Elle a mis fin à sa carrière en 1977.

## Filmographie

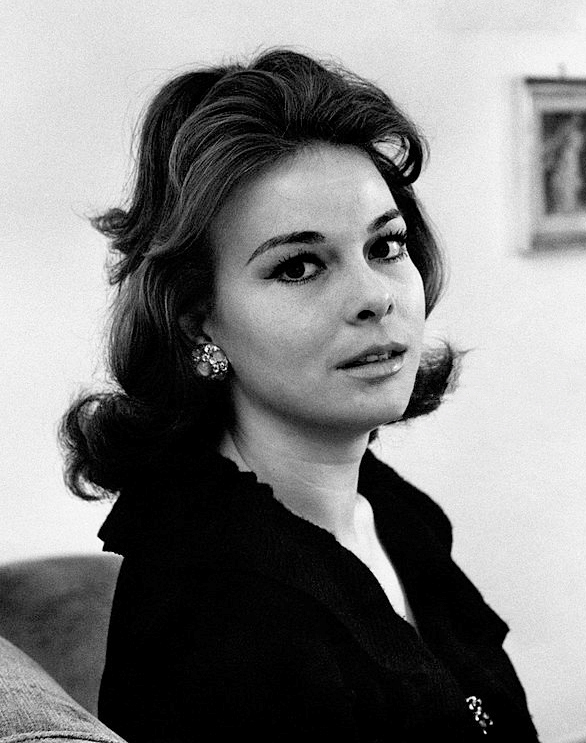
Gabriella Pallotta en 1964.

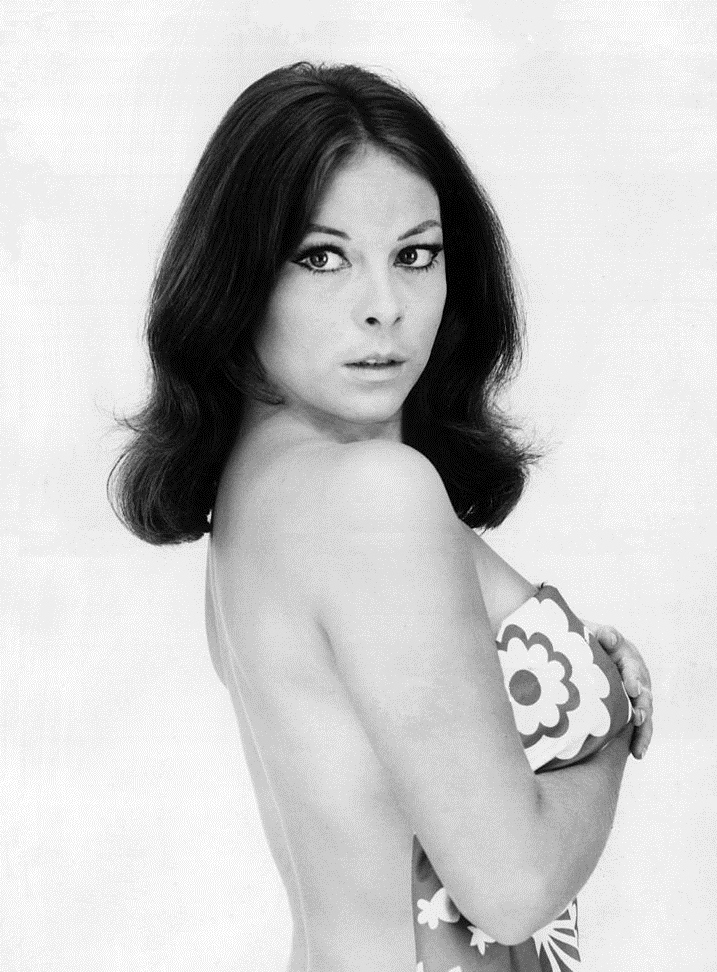
Gabriella Pallotta en 1967.

- 1956 : Le Toit (Il tetto) de Vittorio De Sica
- 1956 : Le Cri (Il grido) de Michelangelo Antonioni
- 1957 : Le Médecin et le Sorcier (Il medico e lo stregone) de Mario Monicelli
- 1958 : Les Italiens sont fous (Gli italiani sono matti) de Luis María Delgado (es) et Duilio Coletti
- 1958 : Le Gendarme, le Voleur et la Bonne (Guardia, ladro e cameriera) de Steno
- 1958 : Anna de Brooklyn (Anna di Brooklyn) de Carlo Lastricati (it) et Vittorio De Sica
- 1958 : Tu n'es pas sérieuse (Valeria ragazza poco seria) de Guido Malatesta
- 1958 : L'Ami du jaguar (it) (L'amico del giaguaro) de Giuseppe Bennati
- 1959 : Le Cavalier à l'armure d'or (I cavalieri del diavolo) de Siro Marcellini
- 1961 : Les Mongols (I mongoli) de Leopoldo Savona et André De Toth
- 1961 : Madame Sans-Gêne de Christian-Jaque
- 1961 : Le Mauvais Chemin (La viaccia) de Mauro Bolognini
- 1961 : Le Jugement dernier (Il giudizio universale) de Vittorio De Sica
- 1962 : Le Pigeon qui sauva Rome (The Pigeon That Took Rome) de Melville Shavelson
- 1963 : Massacre au Grand Canyon (Massacro al Grande Canyon) de Sergio Corbucci
- 1964 : Le Colosse de Rome (Il colosso di Roma) de Giorgio Ferroni
- 1966 : La Bible (The Bible) de John Huston
- 1966 : L'Ombre des aigles (it) (All'ombra delle aquile) de Ferdinando Baldi
- 1967 : Le Marin de Gibraltar (The Sailor from Gibraltar) de Tony Richardson
- 1967 : I sette fratelli Cervi de Gianni Puccini
- 1969 : Vedove inconsolabili in cerca di... distrazioni (it) de Bruno Gaburro
- 1974 : L'arbitro de Luigi Filippo D'Amico
- 1974 : On demande professeur accompagné de ses parents (Professore venga accompagnato dai suoi genitori) de Mino Guerrini
- 1977 : Ride bene... chi ride ultimo de Vittorio Sindoni, Gino Bramieri, Pino Caruso et Walter Chiari